# Trachypithecus pileatus
O langur-tampado (Trachypithecus pileatus), também conhecido como macaco-folha-tampado é uma das 17 espécies de Trachypithecus. É encontrado principalmente no Butão, Índia, Mianmar e no Bangladesh.